# ハンス・ロスバウト
ハンス・ロスバウト（Hans Rosbaud, 1895年7月22日 グラーツ - 1962年12月29日 ルガノ）はオーストリア出身の指揮者。

## 略歴
ピアニストの母親からピアノの手ほどきを受けた後、フランクフルト・アム・マインのホーホ博士主宰の音楽院に進学。1920年よりマインツ市立音楽学校の校長を務めた後、1929年に新設のフランクフルト放送交響楽団の音楽監督に就任。この頃にアルノルト・シェーンベルクやバルトーク・ベーラ、イーゴリ・ストラヴィンスキー、パウル・ヒンデミット、エルンスト・クルシェネクらの作品の上演で名を揚げる。
第三帝国の時代は内的亡命を余儀なくされ、自由な音楽活動を制約される。1937年には政治的理由からフランクフルトを追われ、ミュンスターの音楽総監督を務めながら雌伏の4年間を過ごす。さらに3年間をストラスブールで過ごした後、戦後はミュンヘン・フィルハーモニー管弦楽団や新設のバーデン＝バーデン・フライブルクSWR交響楽団、チューリッヒ・トーンハレ管弦楽団の指揮者として楽壇に復帰した。また、戦後のドナウエッシンゲン音楽祭の再興にも尽力した。

## 家族
弟のパウル・ロスバウト（en:Paul Rosbaud, 1896年 - 1963年）は第一次世界大戦後ドイツで化学者となり、科学ジャーナリズムの分野で活躍する一方、第二次世界大戦中は原爆開発などドイツの軍事研究の重大機密をイギリスに流すスパイとして活動した。『シュプリンガー・サイエンス・アンド・ビジネス・メディア』の科学アドバイザーも務めた。戦後はイギリスの出版社で働いたのち、ロバート・マックスウェルとともに科学・医学書出版社のベルガモン・プレス社を経営（同社は現在はエルゼビア傘下）。